# Język bayono
Język bayono – język papuaski używany w prowincji Papua w Indonezji, przez grupę ludności w rejonie rzek Eilanden i Steenboom (kabupaten Asmat). Według danych z 1999 roku posługuje się nim 100 osób.
Wraz z językiem awbono tworzy rodzinę języków bayono-awbono.
Jest bardzo słabo udokumentowany. Sporządzono opis jego słownictwa (w trakcie pierwszego kontaktu ze społecznością Bayono). Brak dostatecznych danych utrudnia bliższą klasyfikację obu języków, ale niewykluczona jest ich przynależność do rodziny transnowogwinejskiej.